# ماریا میتکو
ماریا میتکو (انگلیسی: Maria Mitkou؛ زادهٔ ۱۱ آوریل ۱۹۹۴) بازیکن فوتبال اهل یونان است.
از باشگاه‌هایی که در آن بازی کرده‌است می‌توان به باشگاه فوتبال آریس سالونیک اشاره کرد.
وی همچنین در تیم‌های ملی فوتبال Greece women's national football team بازی کرده‌است.